# 小时代 (电影)
《小时代》是一部2013年上映的都市青春片，改编自中國作家郭敬明所著系列小说《小时代》，由和力辰光国际文化传媒（北京）有限公司、上海天娱传媒有限公司、群星瑞智艺能有限公司等联合出品，乐视影业（天津）有限公司和深圳大盛国际传媒有限公司负责发行。本片由原著作者郭敬明担当编剧并执导，杨幂、柯震东、郭采洁、凤小岳、郭碧婷、谢依霖、陈学冬领衔主演，是作为作家和商人的郭敬明首次涉足影视行业。影片的情节改编自小说第一部《小时代1.0折纸时代》和衍生漫画《小时代1.5青木时代》，讲述了林萧、顾里、南湘、唐宛如四个在上海的女大学生的日常生活，包括林萧在公司的实习经历、顾里与男友顾源的分分合合等，最后以一场凝聚了四人友谊的服装设计大赛的成功举办结束。
作为系列电影的第一部，本片与第二部《小时代：青木时代》一起套拍而成，于2012年11月9日举行发布会，11月17日在上海正式开机拍摄，至次年2月3日杀青关机。2013年6月27日，影片在中国大陆正式公映，同年7月19日在台湾上映。

## 劇情
故事發生在經濟飛速發展時期的上海，大學單純的情誼到出社會的考驗，最後感情堅定的四個女生
主角林蕭、南湘、顧里、唐宛如四個女生在這座風光而時尚的城市裡生活與學習、工作與成長，四個女生從小感情深厚，卻各自有著不同的價值觀與人生觀。她們在同一個宿舍朝夕相處，相互扶持，轉眼間到了大學生涯的後期，平靜的生活開始面臨層出不窮的挑戰。
林蕭面臨工作實習的忙碌，以及隨之而來的由她實習公司－－「M.E.」與大學主辦的時裝設計新秀選拔大賽，主辦方正是她所就讀的大學，林蕭被指派擔任此次「M.E.」方的負責人，而校方的負責人正是－－顧里，兩人共同為這次大賽忙得焦頭爛額，對於最後的決案－－林蕭異想天開在江邊搭建舞台的想法，顧里似乎自有打算……
唐宛如則是遇見了她的心儀對象，使盡全力的追求著。南湘則是不斷努力著，希望她也能夠參加此次選拔大賽。看似平靜的校園生活相繼發生著種種讓她們措手不及、需要抉擇的事情。

## 演员
| 角色   | 演員   | 簡介 |
| ------ | ------ | --- |
| 林 蕭  | 楊 冪  | 《M.E》雜誌主編宫洺的助手，簡溪的女友，與其中學時就在一起。時代姐妹花一員，是顧里、南湘、宛如的好友。                                                    |
| 顧 源  | 柯震东 | 富二代，顧里的男友，與其中學時就在一起。簡溪的好友。 |
| 顧 里  | 郭采洁 | 富二代，雙修註冊會計和國際金融，並自學商法。刀子嘴豆腐心。顧源的女友，時代姐妹花一員，是林蕭、南湘、宛如的好友。                                         |
| 宫 洺  | 凤小岳 | 《M.E》雜誌執行主編，林蕭的上司。 |
| 南 湘  | 郭碧婷 | 主修繪畫雕塑。席城的前女友，時代姐妹花一員，是林蕭、顧里、宛如的好友。                                                                                   |
| 唐宛如 | 谢依霖 | 體育生，國家二級羽毛球運動員。時代姐妹花一員，是林蕭、南湘、顧里的好友。                                                                                 |
| 周崇光 | 陈学冬 | M.E專欄作家，宮洺的弟弟，喜歡林蕭。 |
| 簡 溪  | 李悦铭 | 林蕭的男友，顧源的好友。 |
| 席 城  | 姜潮   | 南湘的前男友，和南湘自初中開始交往，糾纏至今數度分分合合，愛南湘勝過一切。他是浪子，他危險而又迷人，殘忍而又深情。青木時代中成了摧毁了四姐妹友情的開端。 |
| Kitty  | 商侃   | 宫洺的秘書，外表冷酷，遇到任何事，都能保持著如同機器人一樣鎮定。                                                                                         |
| 衛 海  | 杜天皓 | 唐宛如的追求對象。 |
| 葉傳萍 | 王琳   | 顧源的母親，不喜歡顧里，反對顧源跟顧里在一起。 |
| 袁 藝  | 丁巧唯 | 顧源的相親對象。 |
| Doris  | 陳珮騏 | 宫洺前秘書。 |

## 制作
首次当导演的郭敬明在拍摄间隙中，还写了《小时代影像日记》刊登在《最小说》上。再登畅销书冠军宝座的郭敬明谈起当导演的初衷：“小幂（杨幂）曾问我，你拍电影干吗呀，这么辛苦，你又不缺钱？我想也是，何必这么辛苦呢？后来我想明白了，还是因为爱——我真的好爱这群活在文字世界里的人物，很多人包括我在内都一度认为他们是真实存在的人物。如果有机会能让他们活一次，哪怕只是电影院里短短一个多小时的时间，可以和我们的世界有那么一次短短的重叠，我们彼此可以分享眼泪，分享喜悦，分享悲哀，分享憧憬——该多好。我想这就是我愿意做《小时代》电影导演的原因。”

### 换角
拍摄之初，简溪一角由严禹豪出演，后来因为一些原因，没有出演。简溪一角更换为由李悦铭出演。

### 拍摄
电影于2012年11月9日在北京举行了开机发布会，经历了近三个月的拍摄之后于2013年2月3日在上海杀青，并宣布《小时代》将于同年6月27日暑期档上映。

### 場景
- 上海大學：主角大學
- 泰晤士小鎮：大學校園場景
- 國際時尚中心：大學校園場景
- Z58创意之光：宮洺的住所
- 外灘：聖誕夜顧源把顧里曾送禮物丟進黃浦江場景
- 南京西路：電影取景
- 陸家嘴：電影許多取景
- 马勒别墅：電影取景
- 1933老場坊：電影最後服裝秀場景

### 宣傳
- 2013年4月16日片方发布有“WAKE UP全面苏醒”字样的各位主演沉睡姿态的“床照”系列海报[13][14]。
- 原定于2013年4月22日在北京国际电影节上公布首支预告片。由於四川地震剧组取消所有宣传活动，並将预告片於25日改作网络发布，主題為“来自未来的爆炸-唤醒版”。[15]
- 2013年7月11日《小時代》演員上康熙來了宣傳（2013年7月19日播出）
- 2013年7月16日《小時代》演員上娛樂百分百宣傳
- 2013年7月17日《小時代》台灣上映記者會

## 電影歌曲
- 主題曲：蘇打綠〈我好想你〉
- 片尾曲：回聲樂團〈小小時代〉片尾彩蛋
- 插曲：吳亦凡、郁可唯〈時間煮雨〉電影宣傳曲
- 插曲：刘忻〈残忍的缠绵〉
- 插曲：陈学冬〈万物无邪〉死亡之歌
- 插曲：陈学冬〈不再見〉
- 插曲：陈学冬〈歲月縫花〉
- 插曲：付梦妮〈雨〉
- 插曲：魏晨〈热雪〉宮洺之歌
- 插曲：高愷蔚〈Are you with me〉四姊妹高架狂奔友情曲
- 插曲：高愷蔚〈你讓星星發亮〉介紹四姊妹開場曲
- 插曲：高愷蔚〈不管發生什麼別放開我的手〉
- 插曲：高愷蔚〈停停停〉
- 插曲：Julia Wu〈Go〉
- 插曲：Julia Wu〈Love come undone〉
- 插曲：Julia Wu〈Auld Lang Syne〉
- 插曲：Julia Wu〈Whatever〉
- 插曲：Terrence〈Roller Coaster〉
- 插曲：Terrence〈Everything〉
- 插曲：Terrence〈Everybody Feel Like Dancing〉
- 聯合主題曲：蘇打綠〈微光〉

## 評價

### 負面評價

#### 中國大陆
電影上映後，不少看過該片的大陸網友表示「非常糟糕」，主要批評集中在劇情空洞炫富、對白台詞矯情等吐槽點上。儘管如此，該片却获得了不错票房成績，上映一天半就打破中國大陸的票房紀錄，和此前中國大陸上映的《天機：富春山居圖》叫座不叫好的情況類似。
该片上映后票房一路攀升，亦引发巨大争议，不少人纷纷直斥该片空洞，价值观扭曲，是超越同年上映《富春山居图》的年度大烂片。郭敬明粉丝则表示坚决支持该片。更有媒体認為，《小時代》與《天機：富春山居圖》開創了中國大陸電影業的「爛片新時代」，和《天機：富春山居圖》一樣大玩「差評營銷」。也有評論指這種營銷模式除了營收以外，沒有任何藝術性和人文情懷，更沒有普世價值觀可言，而且由於該電影主要受眾是青年人群，這樣下去不僅讓中國大陸電影產業垃圾化，還不多不少對一些觀看過電影的青年人群的價值觀造成負面影響。
《人民日报》评论文章批评《小时代》拜金，“如果仅仅停留在物质创造和物质拥有的层面，把物质本身作为人生追逐的目标，奉消费主义为圭臬，是‘小’了时代，窄了格局，矮了思想……今天，充斥耳目的如果都是《小时代》们，或者因为票房有利可图，就无条件地纵容《小时代2、3》的出现，物质主义和消费主义引导社会思潮，小时代、小世界、小格局遮蔽甚至替代大时代、大世界、大格局，个人或者小团体的资本运作或许成功了，但是一个时代的人文建设和传播却失控了。”面对批评，出品方表示会在《小时代2》的宣传上，重点强调影片中积极、励志的正向价值观。

#### 美國
美国《大西洋》月刊指该片迎合的是男性对女性渴望的幻想，完全围绕男性以及男性所能提供的最好的东西，无论物质上还是身体上。电影表现了一种扭曲的男性自恋，以及一种渴望父权和控制女性身体及情绪的男性欲望，并将这些曲解为女性的渴望。对中国女性而言是严重倒退。

#### 香港
《頭條日報》思慧：「劇本支離破碎、故事老土到核爆、情節硬拖拉、剪輯一忽忽、演員演技浮誇、楊幂懶有感情的雞仔聲才是本片爛之精髓。」
香港電影評論學會列孚：「《小時代》是繼《天機：富春山居圖》後又一部垃圾電影。後者遭罵得體無完膚，本片則同樣以沒有絲毫內在審美的浮華表現了內地電影的墮落。」

### 正面評價
針對舆论的批評，導演郭敬明亦作出回應，否認《小时代》“拜金”，並回擊著名影評人周黎明“你看見什麼你就是什麼”。不少評論認為，《小时代》引起争议的原因在於不同年齡段之間的代溝，僅僅一部電影也不至於改變年輕人的價值觀，將批評矛頭指向人生觀、價值觀是“上綱上線”。亦有評論認為《小時代》定位精準、受眾清晰，成功挖掘出了青少年觀影市場，是一部值得借鑒的國產類型片。
《小时代2》上映的第二天，之前批評小时代的《人民日报》改口风，《人民日报》海外版发文《整顿世风不能靠打压<小时代>》写到：整顿世风、收拾人心，不能靠打压郭敬明之类的作品，就好像振兴传统文化不能靠于丹一样。

### 其他评价
《荷里活報道》称，《人民日报》的批评文章使得本限于影迷及社交网络的有关该片的争论上升到了新的高度，同时也引述了部分博客写手及电影从业人员對政府喉舌媒體代表的國家權力干涉文化內容的質疑。
《明報》的石琪給予兩顆星（最高五顆），他說：「《小時代》不算爛片，只是過於『唯美』『擺pose』『貪慕虛榮』地討好小女人觀眾，有包裝無實質。」

## 票房

### 中國大陸
影片上映首日排片量达45.01%，票房人民幣7100万元，打破中国影史纪录。第一輪首映場次票房人民幣750万元，打破2009年引进片《变形金刚2》的人民幣350万元纪录，也超越了2012年3D国产片《画皮II》人民幣419万元的中国影史记录。
首周四天票房收获人民幣2.73亿元，是该周的票房冠军，隨後一週蟬連票房冠軍。至7月28日，影片累计票房达人民币4.88亿元。

### 臺灣
首週末三天臺北票房共138萬元新臺幣，名列單週第八位，雖為華語片冠軍，但成績並不如預期，臺灣觀眾對《小時代》並不買帳。至9月5日，臺北票房累計513萬元。除了台北、高雄兩城市，其他地區只上映一星期，第二週已下片。
| 上一届： 《超人：钢铁之躯》 | 2013年中国内地一周票房冠军 第26-27周（6月24日—7月7日） | 下一届： 《重返地球》 |

## 獎項及提名
| 獎項                                              | 類別             | 名字       | 結果 |
| ------------------------------------------------- | ---------------- | ---------- | ---- |
| 第16届上海国际电影节 中国新片单元电影频道传媒大奖 | 最佳影片         | 《小时代》 | 獲獎 |
| 第16届上海国际电影节 中国新片单元电影频道传媒大奖 | 最佳新人导演     | 郭敬明     | 獲獎 |
| 第9届中美电影节                                   | 金天使奖优秀影片 | 《小时代》 | 獲獎 |

## 周边商品
| 書名             | ISBN               | 页  | 作者   | 出版社         | 發行日期      | 語言     |
| ---------------- | ------------------ | --- | ------ | -------------- | ------------- | -------- |
| 小时代电影全纪录 | ISBN 9787535466693 | 289 | 郭敬明 | 长江文艺出版社 | 2013年6月1日  | 简体中文 |
| 小時代電影全記錄 | ISBN 9789865882327 | 296 | 郭敬明 | 凱特文化       | 2013年7月24日 | 繁體中文 |